# Tom Odell

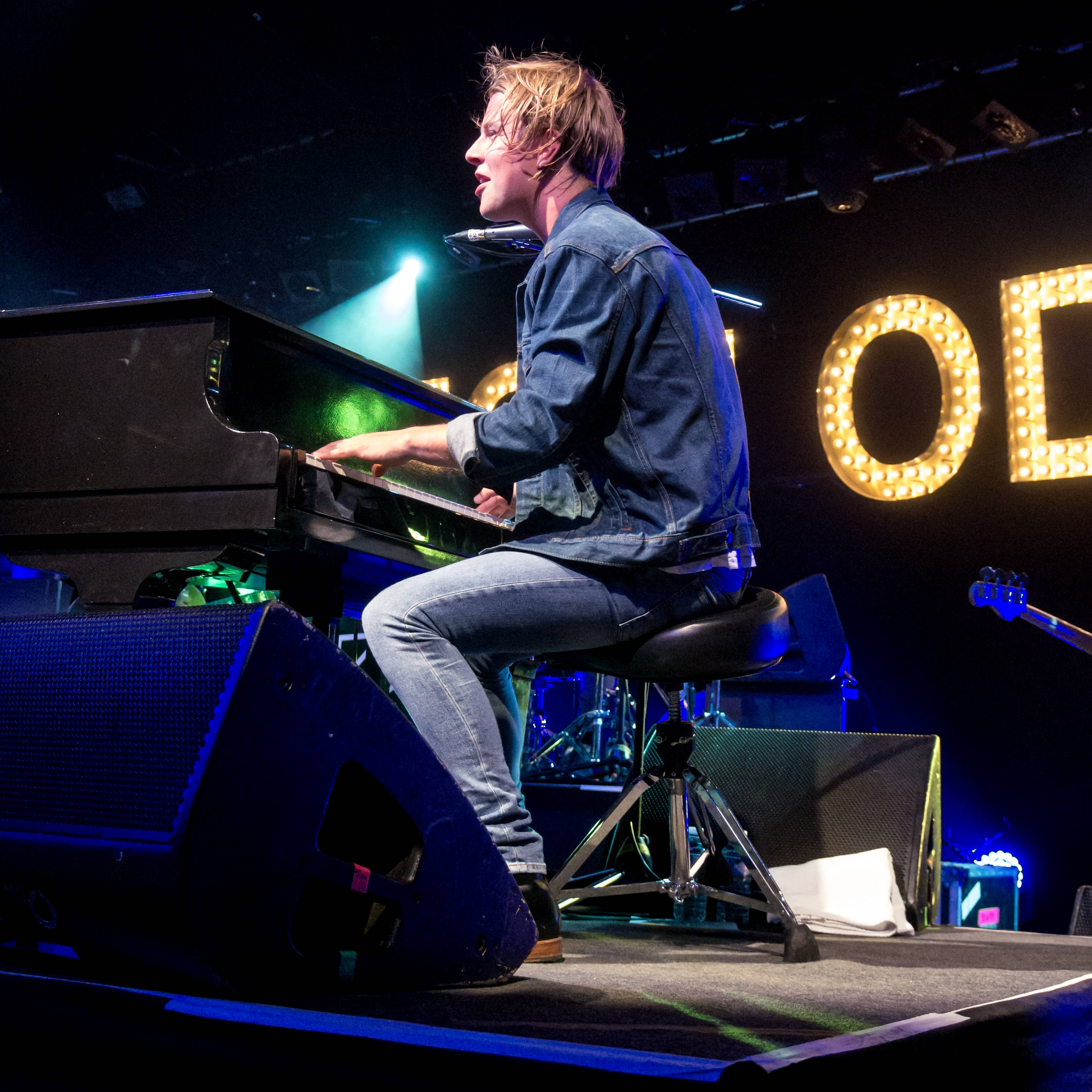
Tom Odell. Zelt-Musik-Festival 2015 Freiburg, Německo

Tom Peter Odell (* 24. listopadu 1990 Chichester) je anglický písničkář a klavírista.

## Život
Narodil se v Chichesteru, západaní Sussex, v Anglii, pilotovi letecké společnosti a učitelce základní školy. Má starší sestru. Kvůli práci svého otce strávil část svého dětství na Novém Zélandu. Studoval na Seaford College. Na klavír začal hrát v sedmé třídě a vlastní písně začal skládat ve věku 13 let, ale nikomu o tom neřekl, protože si myslel, že to není dost „cool“.
V osmnácti letech opustil plány jít na University of York a pokoušel se dostat na hudební školu v Liverpoolu. Objevil se na Open-mic events, kde ho odvedli bodyguardi a vysmáli se mu. Rok později ho propustili z práce, kde pracoval jako barman, a tak se vrátil zpět do Chichesteru. Studoval na Brighton Institute of Modern Music a byl součástí skupiny Tom and The Tides, s kterou nahráli píseň „Spider“ pro studentské album What's Inside Your Head Vol. 3. Později se ale rozhodl pro sólovou kariéru, protože se prý nechtěl spoléhat na lidi.

## Kariéra

### 2012–2013 začátky aLong Way Down
Odell je podepsán pod nahrávací společností In The Name Of, Columbia Records. Byl objeven Lily Allen, která poznamenala, že „jeho energie na podiu mu připomněla Davida Bowieho“ Za první album dostal zaplaceno předem: „Koupil jsem si starý Mini Cooper za hotovost. Za tři týdny jsem se vrátil z představení ve Skotsku a byl pryč.Takže pokud uvidíte závodní zelený Mini Cooper, je můj.“ Desku Songs from Another Love vydal v říjnu 2012. První televizní uvedení měl v listopadu roku 2012, v televizní show Later...with Jools Holland.
V lednu 2013 byl mezi patnácti kandidáty na hlasování pro BBC Sound of 2013. Odellova hudba byla také používána v mnoha Burberry přehlídkách. Byl jmenován výhercem BRITs´ Critics Choise Awards a stal se prvním mužem, který vyhrál tuto cenu. Jeho debutová deska Long Way Down byla vydána 24. června 2013 a umístil se na 1. místě v the UK Official Chart.

### 2014–2015
Tom byl jmenován skladatelem písní roku. Jeho píseň Can´t Pretend byla použita v televizním seriálu The 100. Can´t Pretend a Long Way Down byly použity v The Blacklist a v úspěšném filmu Hvězdy nám nepřály. Píseň Grow old with me se objevila v jedné z epizod Reign. Skladba Heal byla použita ve filmu Zůstaň se mnou, v seriálu NCIS a společně s písní Another Love v televizním seriálu Upíří deníky.

### 2016–2017Wrong Crowd
Odell začal pracovat na svém druhém albu v roce 2015. Dne 4. dubna byl vydán první singl „Wrong Crowd“ a bylo ohlášeno druhé album se stejným jménem. Komě toho Odell oznámil, že chystá turné po USA a Evropě. 15. dubna 2016 byl vydán druhý singl z alba „Magnetised“. Celé album bylo vydáno 10. června 2016.

### 2017–současnost Třetí album
Na turné No Bad Days tour Odell odhalil, že píše nové album a hrál nové skladby naživo. V listopadu roku 2017 se zúčastnil festivalu New Fall v Düsseldorfu a Stuttgartu a oznámil, že album bylo dokončeno a první singl bude vydán poměrně brzy. Dne 20. prosince 2017 oznámil v rozhovoru pro BBC Radio 2, že nové album bude vydáno v polovině roku 2018.

## Inspirace a vlivy
Když vyrůstal, poslouchal Eltona Johna. Je fanouškem Arcade Fire, Adele, James Blake, Cat Power, Blur, Beach House, Radiohead, Coldplay a Ben Folds.
Odell říká, že jeho texty jsou inspirovány jeho „neschopností udržovat vztah s někým po delší dobu než šest měsíců“.
| „ | Zjistil jsem, že píšu mnohem lepší skladby, když jsem upřímný a píšu o věcech, které se mi staly. Může to být trochu divné, když si moji přátelé nebo přítelkyně uvědomí, že jsem o nich napsal píseň. ale je skvělé, co vše ze sebe dokážete dostat. | “ |

## Diskografie

### Studiová alba
| Název                                                                                   | Detaily                                                 | Umístění v hitparádách | Umístění v hitparádách | Umístění v hitparádách | Umístění v hitparádách | Umístění v hitparádách | Umístění v hitparádách | Umístění v hitparádách | Umístění v hitparádách | Umístění v hitparádách | Umístění v hitparádách | Certifikace                                                        |
| Název                                                                                   | Detaily                                                 | UK                     | AUS                    | AUT                    | BEL                    | GER                    | IRE                    | NL                     | NZ                     | POL                    | SWI                    | Certifikace                                                        |
| --------------------------------------------------------------------------------------- | ------------------------------------------------------- | ---------------------- | ---------------------- | ---------------------- | ---------------------- | ---------------------- | ---------------------- | ---------------------- | ---------------------- | ---------------------- | ---------------------- | ------------------------------------------------------------------ |
| Long Way Down                                                                           | - Vydáno: 24. června 2013 - Vydavatelství: Columbia     | 1                      | 66                     | 48                     | 5                      | 17                     | 5                      | 1                      | 39                     | 31                     | 2                      | - BPI: platinové - BVMI: zlaté - NVPI: platinové - ZPAV: platinové |
| Wrong Crowd                                                                             | - Vydáno: 10. června 2016 - Vydavatelství: Columbia     | 2                      | 29                     | 35                     | 13                     | 16                     | 6                      | 9                      | —                      | 15                     | 2                      | - BPI: zlaté                                                       |
| Jubilee Road                                                                            | - Vydáno: 26. října 2018 - Vydavatelství: Columbia      | 5                      | —                      | 53                     | 56                     | 66                     | 27                     | 30                     | —                      | 44                     | 20                     |                                                                    |
| Monsters                                                                                | - Vydáno: 9. července 2021 - Vydavatelství: Columbia    | 4                      | —                      | —                      | 195                    | —                      | 35                     | —                      | —                      | —                      | 43                     |                                                                    |
| Best Day of My Life                                                                     | - Vydáno: 28. října 2022 - Vydavatelství: UROK, Mtheory | 7                      | —                      | —                      | 185                    | —                      | —                      | —                      | —                      | —                      | 29                     |                                                                    |
| Black Friday                                                                            | - Vydáno: 26. ledna 2024 - Vydavatelství: UROK          | 5                      | —                      | 43                     | 8                      | 32                     | 64                     | 9                      | —                      | 62                     | 20                     |                                                                    |
| A Wonderful Life                                                                        | - Vydáno: 2025 - Vydavatelství: UROK                    |                        |                        |                        |                        |                        |                        |                        |                        |                        |                        |                                                                    |
| "—" značí, že se nahrávka neumístila v hitparádách nebo v tomto území ani nebyla vydána |                                                         |                        |                        |                        |                        |                        |                        |                        |                        |                        |                        |                                                                    |

### Extended play
| Název                              | Detaily                                                            |
| ---------------------------------- | ------------------------------------------------------------------ |
| Songs from Another Love            | - Vydáno: 15. října 2012 - Vydavatelství: Columbia, In the Name Of |
| Spending All My Christmas with You | - Vydáno: 9. prosince 2016 - Vydavatelství: Columbia               |

### Singly
| "Another Love"                                                                          | 2012 | 10 | 21 | 2  | 1  | 9  | 10 | 6  | 4  | 11 | 14  | - BPI: 5× platinové - ARIA: 10× platinové - BEA: platinové - BVMI: 11× zlaté - IFPI AUT: zlaté - IFPI SWI: Platinum - RIAA: platinové - NVPI: zlaté - RMNZ: 4× platinové | Long Way Down                      |
| "Can't Pretend"                                                                         | 2013 | 67 | —  | —  | 52 | —  | —  | —  | —  | —  | —   | - BPI: Silver | Long Way Down                      |
| "Hold Me"                                                                               | 2013 | 44 | —  | —  | —  | —  | —  | —  | —  | —  | —   | | Long Way Down                      |
| "Grow Old with Me"                                                                      | 2013 | 46 | —  | —  | 53 | —  | —  | —  | —  | —  | —   | - BPI: Silver | Long Way Down                      |
| "I Know"                                                                                | 2013 | 92 | —  | —  | 70 | —  | —  | —  | —  | —  | —   | | Long Way Down                      |
| "Real Love"                                                                             | 2014 | 7  | —  | —  | 71 | —  | 16 | 83 | —  | —  | —   | - BPI: Silver | Spending All My Christmas With You |
| "Wrong Crowd"                                                                           | 2016 | —  | —  | —  | —  | —  | —  | —  | —  | —  | —   | | Wrong Crowd                        |
| "Magnetised"                                                                            | 2016 | 40 | —  | —  | 51 | —  | 62 | —  | 73 | —  | —   | - BPI: stříbrné | Wrong Crowd                        |
| "Here I Am"                                                                             | 2016 | —  | —  | —  | 58 | —  | —  | —  | —  | —  | —   | | Wrong Crowd                        |
| "Concrete"                                                                              | 2016 | —  | —  | —  | —  | —  | —  | —  | —  | —  | —   | | Wrong Crowd                        |
| "True Colours"                                                                          | 2016 | —  | —  | —  | —  | —  | —  | —  | —  | —  | —   | | Singl bez alb                      |
| "Silhouette"                                                                            | 2016 | —  | —  | —  | —  | —  | —  | —  | —  | —  | —   | | Wrong Crowd                        |
| "Jealousy"                                                                              | 2017 | —  | —  | —  | —  | —  | —  | —  | —  | —  | —   | | Wrong Crowd                        |
| "If You Wanna Love Somebody"                                                            | 2018 | —  | —  | —  | —  | —  | —  | —  | —  | —  | —   | | Jubilee Road                       |
| "Half as Good as You" (feat. Alice Merton)                                              | 2018 | —  | —  | —  | —  | —  | —  | —  | —  | —  | —   | | Jubilee Road                       |
| "Go Tell Her Now"                                                                       | 2019 | —  | —  | —  | —  | —  | —  | —  | —  | —  | —   | | Jubilee Road                       |
| "Numb"                                                                                  | 2021 | —  | —  | —  | —  | —  | —  | —  | —  | —  | —   | | Monsters                           |
| "Monster"                                                                               | 2021 | —  | —  | —  | —  | —  | —  | —  | —  | —  | —   | | Monsters                           |
| "Money"                                                                                 | 2021 | —  | —  | —  | —  | —  | —  | —  | —  | —  | —   | | Monsters                           |
| "Lose You Again"                                                                        | 2021 | —  | —  | —  | —  | —  | —  | —  | —  | —  | —   | | Monsters                           |
| "Best Day of My Life"                                                                   | 2022 | —  | —  | —  | —  | —  | —  | —  | —  | —  | —   | | Best Day of My Life                |
| "Sad Anymore"                                                                           | 2022 | —  | —  | —  | —  | —  | —  | —  | —  | —  | —   | | Best Day of My Life                |
| "Flying"                                                                                | 2022 | —  | —  | —  | —  | —  | —  | —  | —  | —  | —   | | Best Day of My Life                |
| "Smiling All the Way Back to Home"                                                      | 2022 | —  | —  | —  | —  | —  | —  | —  | —  | —  | —   | | Best Day of My Life                |
| "Butterflies" (feat. Aurora)                                                            | 2023 | —  | —  | —  | —  | —  | —  | —  | —  | —  | —   | | Singly bez alb                     |
| "Streets of Heaven"                                                                     | 2023 | —  | —  | —  | —  | —  | —  | —  | —  | —  | —   | | Singly bez alb                     |
| "Black Friday"                                                                          | 2023 | 21 | 95 | —  | 45 | —  | 6  | 63 | 52 | 35 | —   | | Black Friday                       |
| "Somebody Else"                                                                         | 2023 | —  | —  | —  | —  | —  | —  | —  | —  | —  | —   | | Black Friday                       |
| "Answer Phone"                                                                          | 2023 | —  | —  | —  | —  | —  | —  | —  | —  | —  | —   | | Black Friday                       |
| "The End"                                                                               | 2023 | —  | —  | —  | —  | —  | —  | —  | —  | —  | —   | | Black Friday                       |
| "Black Friday (Pretty Like the Sun)" (s Lost Frequencies)                               | 2024 | 50 | 71 | 32 | 6  | 23 | 37 | 5  | 5  | —  | 118 | | Singl bez alb                      |
| "—" značí, že se nahrávka neumístila v hitparádách nebo v tomto území ani nebyla vydána |      |    |    |    |    |    |    |    |    |    |     | |                                    |

### Promo singly
| Název          | Rok  | Album         |
| -------------- | ---- | ------------- |
| "Sirens"       | 2013 | Long Way Down |
| "Jubilee Road" | 2018 | Jubilee Road  |

### Další certifikované písně
| Název  | Rok  | Certifikace     | Album         |
| ------ | ---- | --------------- | ------------- |
| "Heal" | 2013 | - BPI: stříbrné | Long Way Down |

### Spolu umělec
| Název        | Rok  | Další umělec | Album                              |
| ------------ | ---- | ------------ | ---------------------------------- |
| "Fiction"    | 2016 | Kygo         | Cloud Nine                         |
| "Summer Day" | 2019 | —            | Moominvalley (Official Soundtrack) |